# Borgholms församling

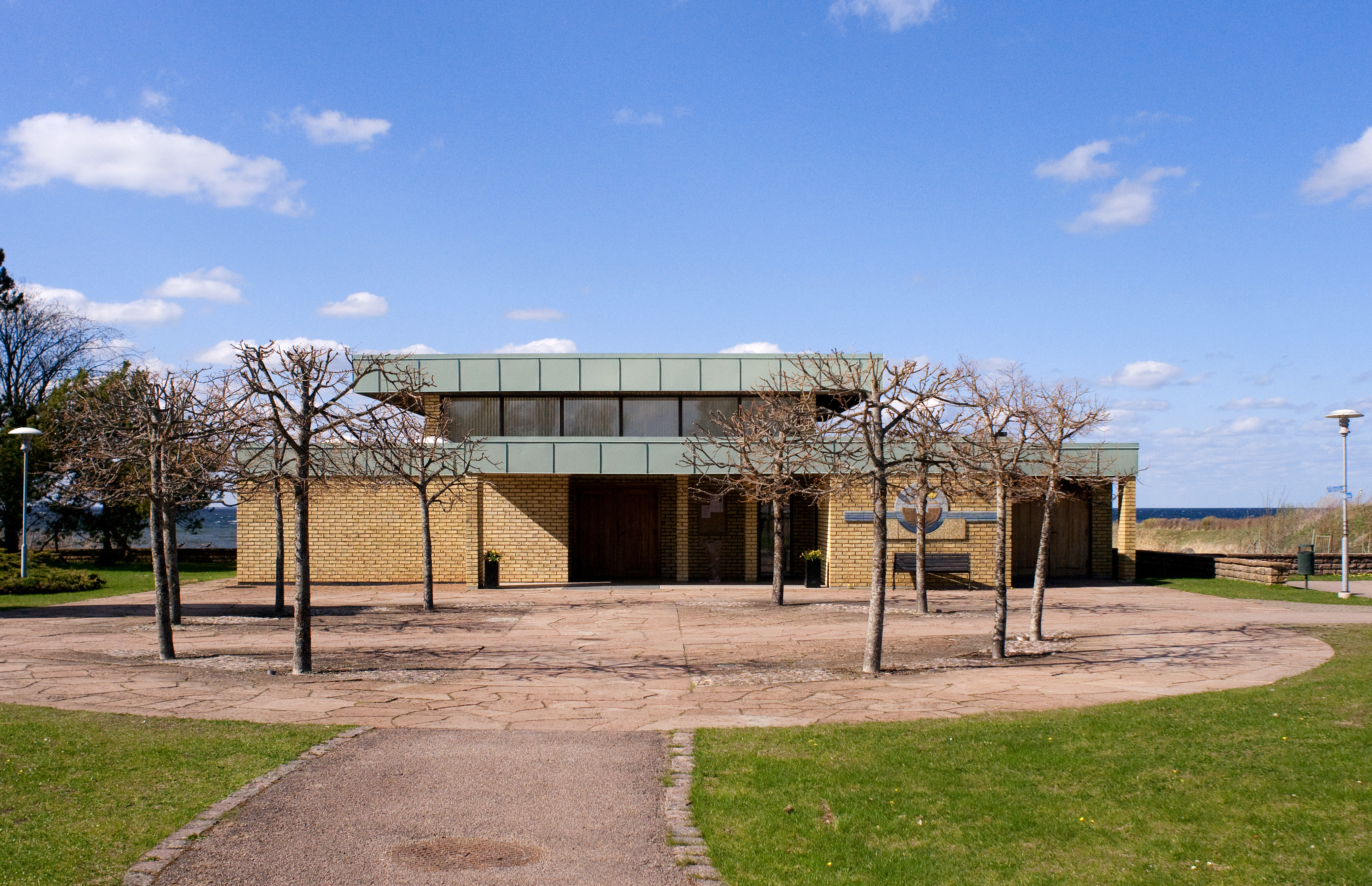
Sankt Elavi kapell.

Borgholms församling är en församling i Norra Ölands pastorat i Kalmar-Ölands kontrakt i Växjö stift. Församlingen ligger i Borgholms kommun i Kalmar län (på Öland).

## Administrativ historik
Församlingen fanns under medeltiden under namnet Borgs församling, som under 1500-talet uppgick i Räpplinge församling. Den 14 november 1777 utbröts Borgholms församling ur Räpplinge.
Under 1880-talet rättades en oregelbundenhet mellan Borgholms församling och Räpplinge församling. Personalen på Borgholms fyr, belägen i Räpplinge församling, var mantalsskrivna i Borgholms stad och kyrkoskrivna i Borgholms församling. Ett förslag om att rätta oregelbundenheten under föredragning hos regeringen den 4 maj 1883 ledde inte till någon åtgärd, då missförhållandet redan hade blivit rättat.
Den 1 januari 1900 (enligt beslut den 7 april 1899) överfördes ett från Borgholms kungsladugård avsöndrat område från Räpplinge församling till Borgholms församling.
Den 1 januari 1908 (enligt beslut den 17 maj 1907) överfördes lägenheterna Stadstorpet nr 1 och 2, avsöndrade från kungsladugården Borgholm nr 1-6 och därunder lydande lägenheten Borgholm nr 7 från Räpplinge församling till Borgholms församling.
Den 1 januari 1930 (enligt beslut den 15 mars 1929) överfördes till Borgholms församling vissa delar av hemmanen Kolstad nr 1-4, 6 och 10 samt lägenheterna Rosenfors och Linplanen i Köpings församling samt del av kungsladugården Borgholm från Räpplinge församling. Området som överfördes från Köpings församling hade 572 invånare.
Den 1 januari 1946 (enligt beslut den 8 december 1944) överfördes till Borgholms församling från Räpplinge församling en obebodd del av fastigheten Borgholm 8:14 eller Åkerhagen, omfattande en areal av 0,34 km², varav allt land.
Den 1 januari 1956 överfördes två områden till Borgholms församling. Det första området hade 12 invånare och omfattade en areal av 0,17 km², varav allt land, och överfördes till Borgholms församling från Räpplinge församling. Det andra området hade 102 invånare och omfattade en areal av 1,11 km², varav allt land, och överfördes till Borgholms församling från Köpings församling.

### Pastorat
- Medeltiden: Annexförsamling i pastoratet Räpplinge.[3]
- 14 november 1777 till 1 maj 1879: Annexförsamling i pastoratet Köping, Egby och Borgholm.[3]
- 1 maj 1879 (enligt beslut den 12 april 1878) till 1 januari 2006: Församlingen utgjorde ett eget pastorat.[3][11]
- Från 1 januari 2006: Annexförsamling i Norra Ölands pastorat.

## Areal
Borgholms församling omfattade den 1 januari 1952 en areal av 2,01 km², varav 2,00 km² land. Den 1 januari 1976 omfattade församlingen en areal av 3,3 km², varav 3,3 km² land.

## Kyrkor
- Borgholms kyrka
- Sankt Elavi kapell

## Series pastorum
| Ämbetstid | Namn                                | Levnadstid |
| --------- | ----------------------------------- | ---------- |
| 1879–1893 | Johan Magnus Lindstedt              | 1844-1919  |
| 1894–1926 | Klas Johan Hellgren                 | 1852–1926  |
| 1928–1946 | Oscar Herman Carling                | 1876–1955  |
| 1946–1958 | David Vilhelm Fingal Emanuel Bexell | 1894–1958  |
| 1959-1963 | Yngve Iverson                       | 1913-2005  |
| 1963–1975 | Tor-Hugo Fredrik Holmström          | 1910–1986  |
| 1975–1980 | Karl-Gustav Alfred Landström        | 1919–1980  |
| 1980–1989 | Nils Harald Ekberg                  | 1924–      |